# Acacia dealbata
Pour les articles homonymes, voir Mimosa des fleuristes.
Espèce
Répartition géographique
Classification phylogénétique
Acacia dealbata est une espèce de plantes à fleurs de la famille des Fabaceae et de la sous-famille des Mimosoidées. C'est un arbre ou un arbuste, couramment désigné sous le nom de « mimosa d'hiver » ou « mimosa des fleuristes ».

## Phytonymie
Le nom acacia vient du mot grec akis signifiant pointe ou épine car de nombreuses espèces du genre se défendent contre les herbivores par des rameaux épineux, caractéristique non présente chez ce Mimosa.
L'épithète spécifique dealbata (« blanchi ») fait référence à la pruine blanche qui donne un aspect argenté aux feuilles, aux rameaux et aux gousses.

## Description morphologique

### Appareil végétatif
Cet arbre ou arbrisseau, qui peut atteindre 25 m de haut à l'état sauvage (les variétés domestiques ne dépassant généralement pas les 8 m), possède un tronc lisse de couleur gris-bleu à gris-brun, dont la base se fissure avec l'âge.
Ses rameaux sans épines, duveteux, portent des feuilles composées dont la longueur est comprise généralement entre 8 et 12 cm (occasionnellement 17 cm) et la largeur entre 1 et 11 cm. Le mimosa a une forte croissance. Son jeune bois demeure ainsi très cassant et coupant.
Sur les massifs de la Côte d'Azur, les rares épisodes de neige (souvent lourde) cassent les branches comme du verre.
Ses feuilles persistantes (feuilles bipennées de couleur glauque à vert-gris) sont divisées en 10 à 25 paires de folioles elles-mêmes divisées en très petites et nombreuses foliolules de 0.7 à 6 mm de long par  0.4 à 1 mm de large (17 à 50 paires par foliole). 
Les foliolules se replient la nuit ou par forte chaleur grace à leurs aisselles « articulées » qui provoquent des mouvements de turgescence thermonastiques,.

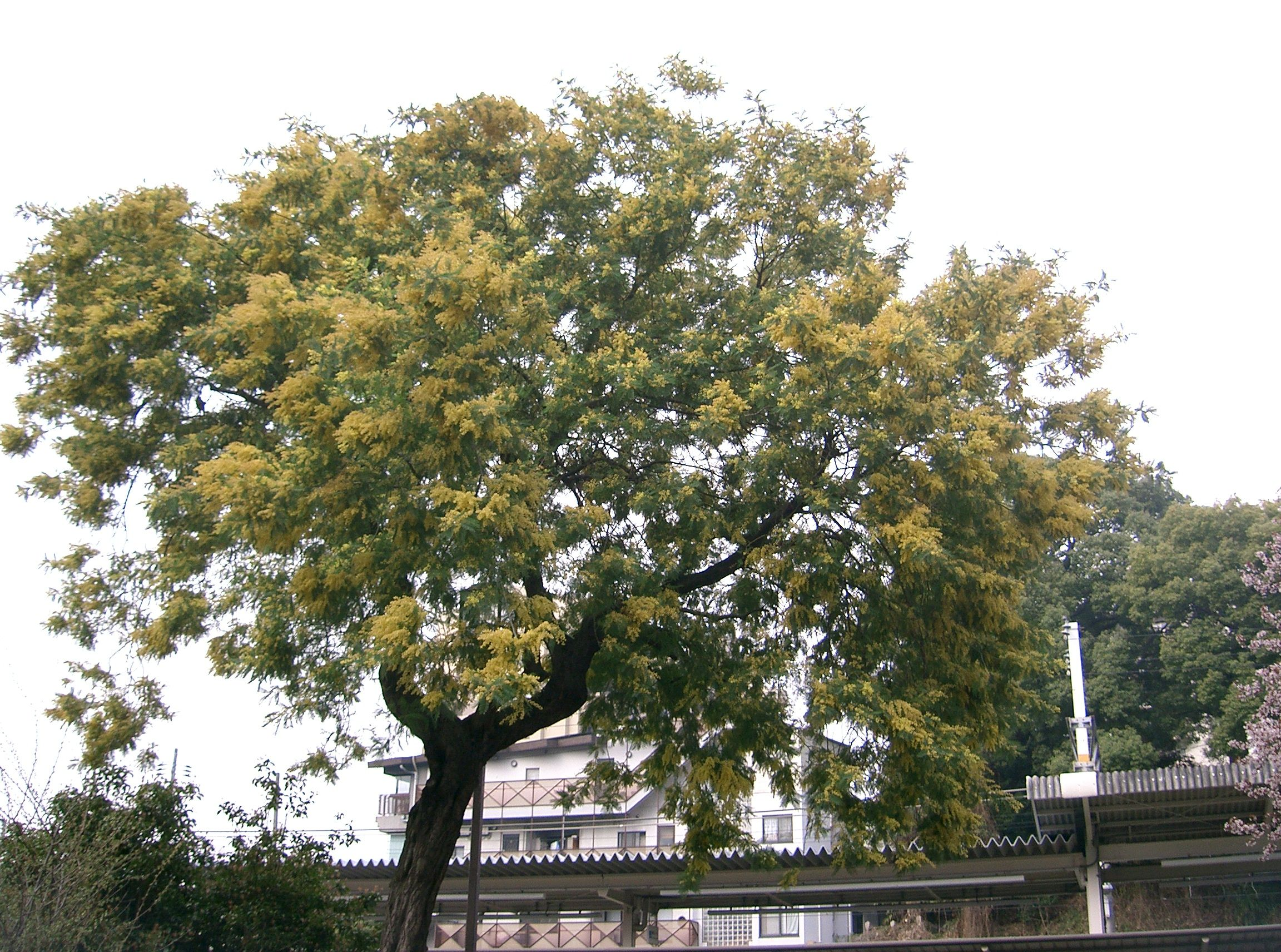
Habitus.
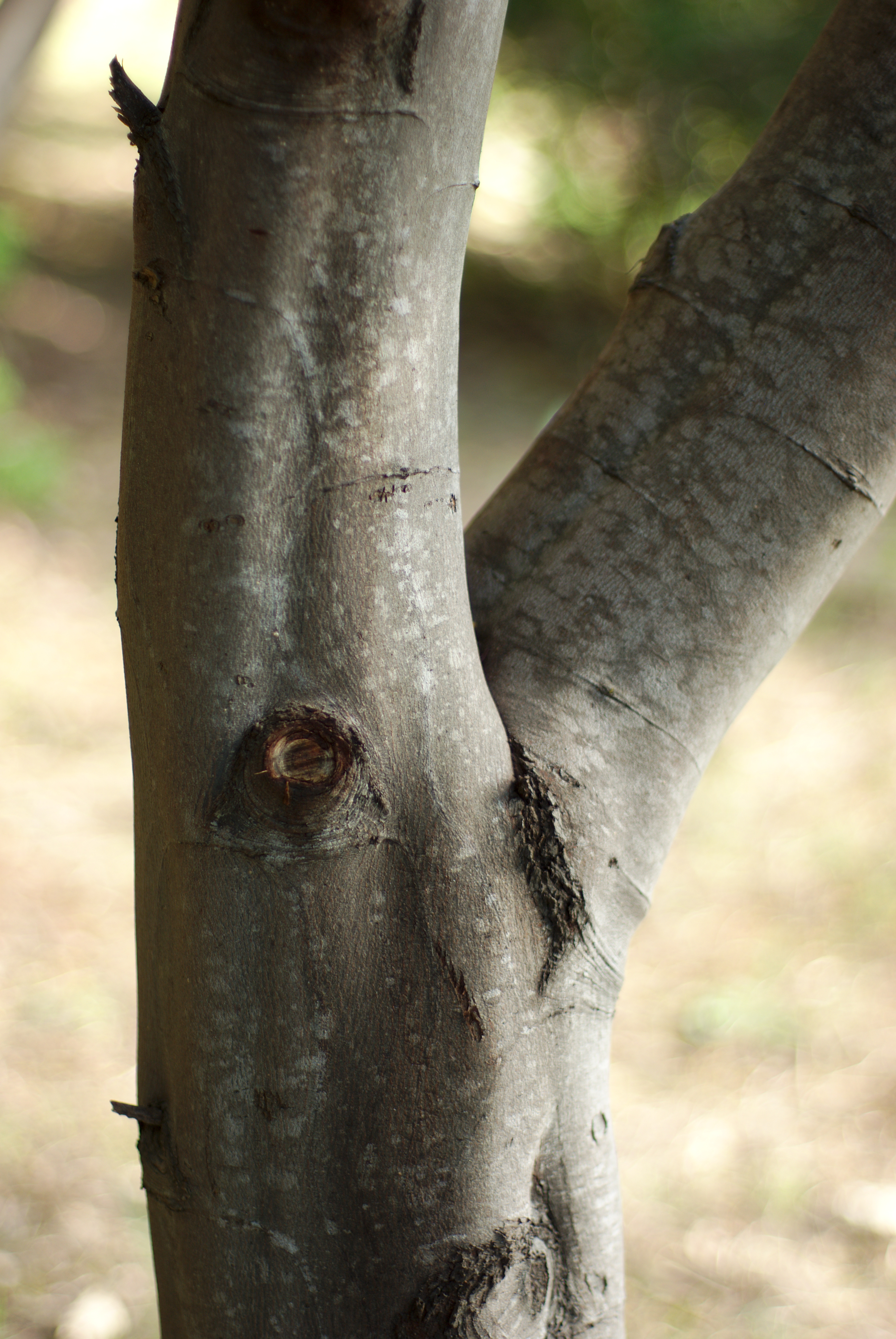
Tronc.
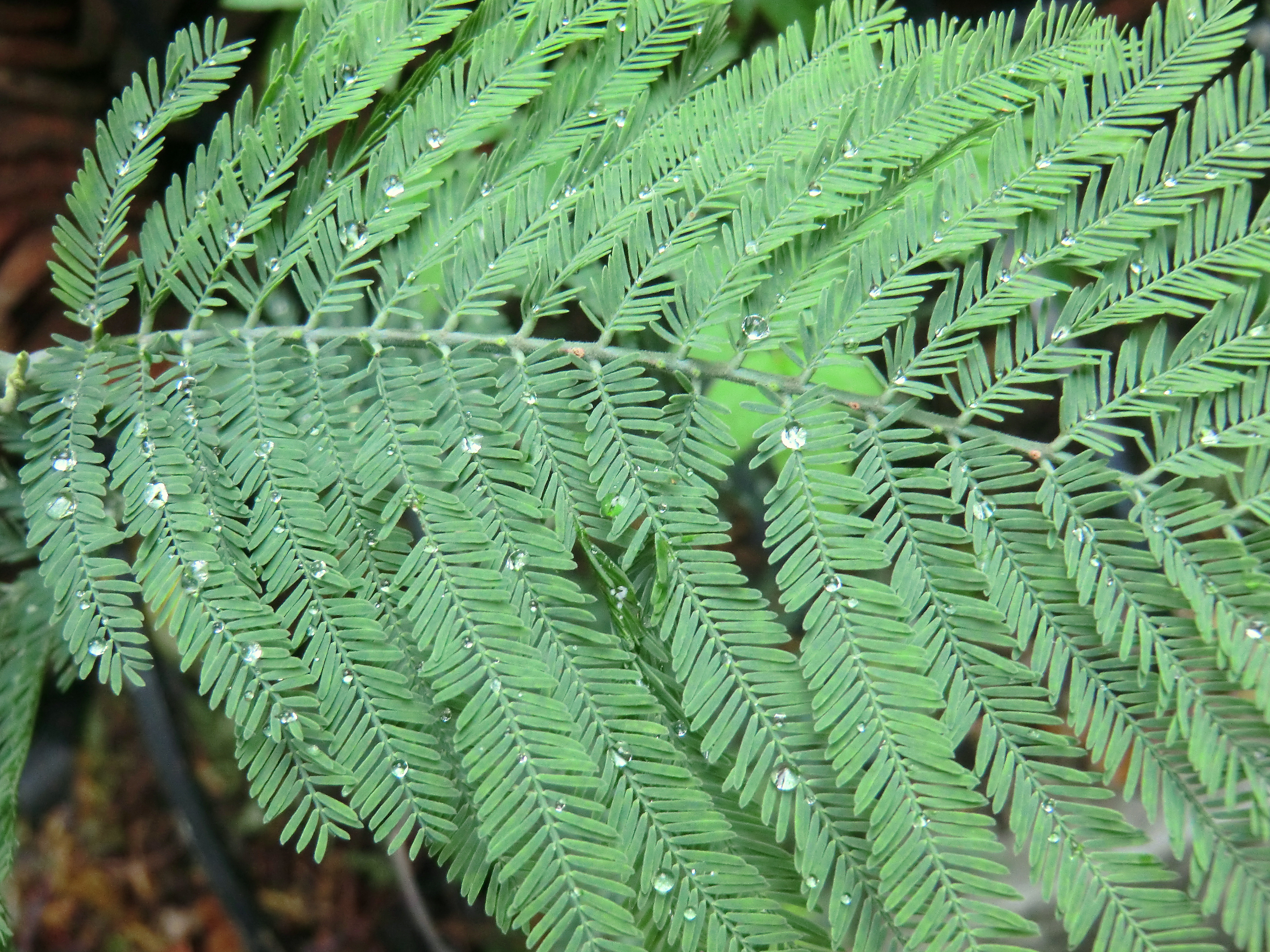
Feuille.

### Appareil reproducteur
Cette plante aux fleurs hermaphrodites et protogynes se reproduit par entomogamie. La floraison survient de janvier à mars dans l'hémisphère nord. La fructification se caractérise par une faible proportion de fleurs qui se développent en fruits, processus qui pourrait être une adaptation des petites fleurs individuelles consistant à attirer les insectes pollinisateurs afin de mieux disperser leur pollen, en échange d'une récompense, le nectar.
Les fleurs se présentent sous forme de petits pompons jaunes et soyeux de 5 mm de diamètre, disposés en panicules, chaque glomérule comportant de 13 à 42 fleurs (multiflorie). Une fleur comprend un calice gamosépale constitué de 5 sépales très petits, duveteux. La corolle dialypétale est constituée de 5 petits pétales libres de couleur jaune. Ces pièces florales sont rapidement dépassées par de nombreuses étamines qui, s'épanouissant au bout de leur long filet, forment les pompons d'un jaune lumineux. L'ovaire, situé au-dessus du point d'insertion du calice et de la corolle (on parle d'ovaire supère), ne comporte qu'un seul carpelle.
Les fruits sont des gousses articulées (de 2 à 11,5 cm de long, 6 à 14 mm de large), plates et brunes à maturité, contenant des graines noires ellipsoïdes, à court funicule épaissi en arille vrai blanc crémeux. Espèce pyrophyte, ses fruits s'entrouvrent sous l'effet de la chaleur du feu des incendies : les graines se libèrent alors et germent, la levée de dormance étant associée au passage du feu.

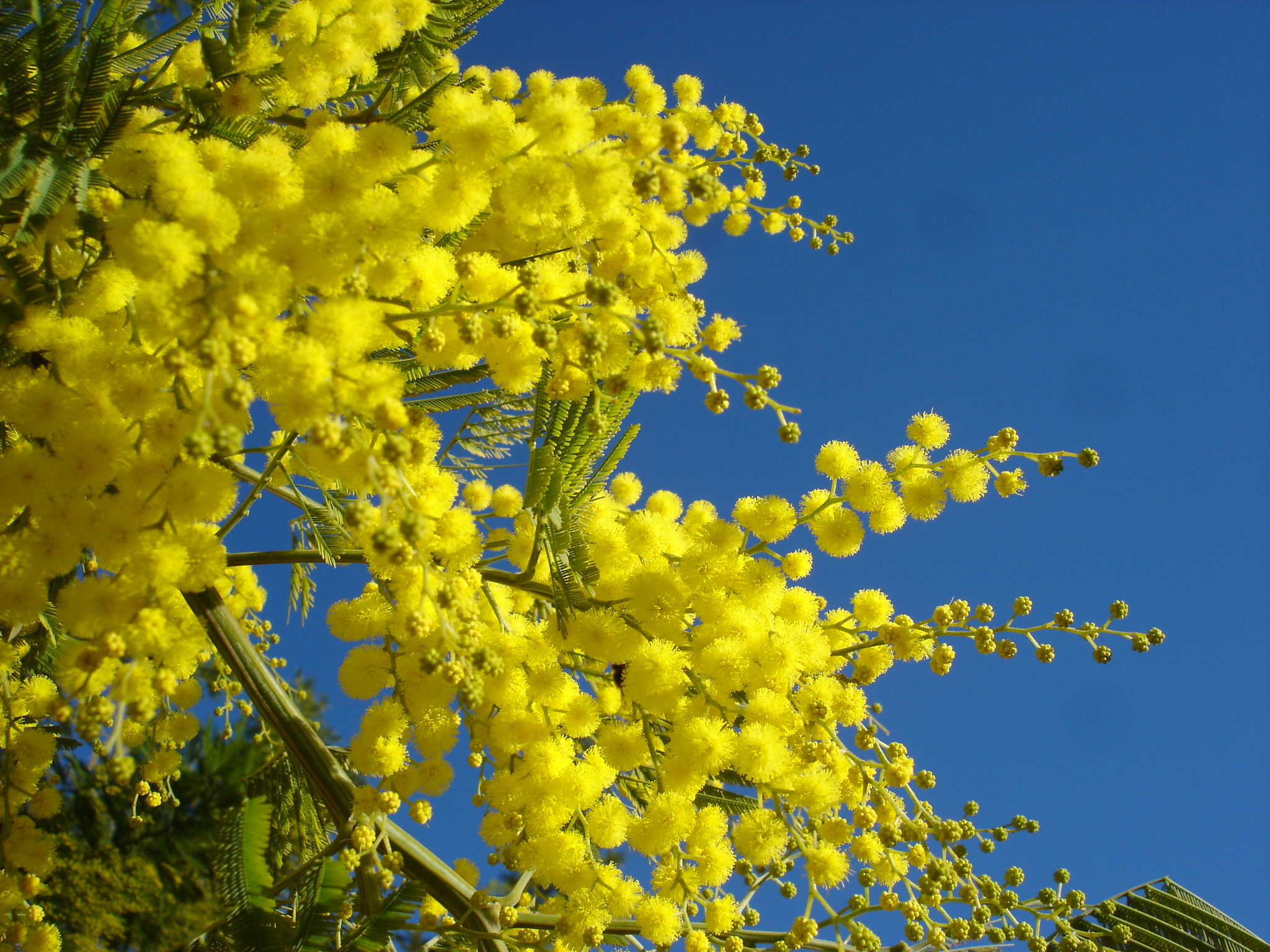
Inflorescence.
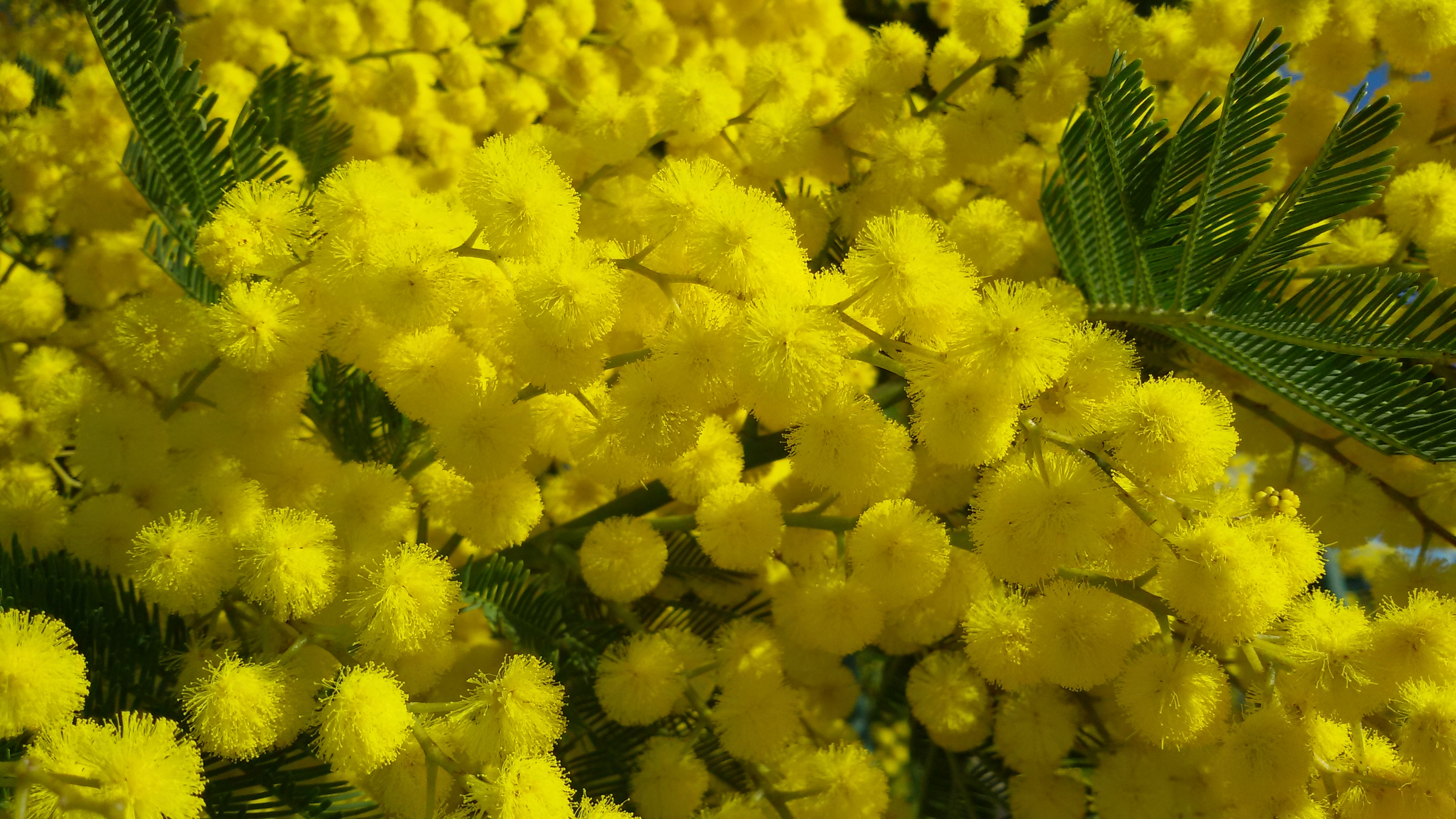
Inflorescence (détail).
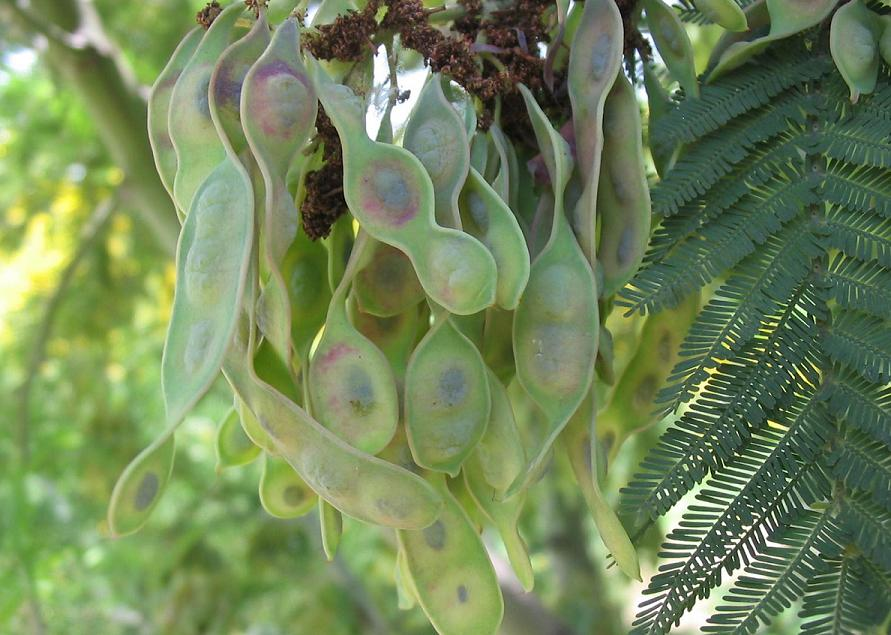
Fruits.
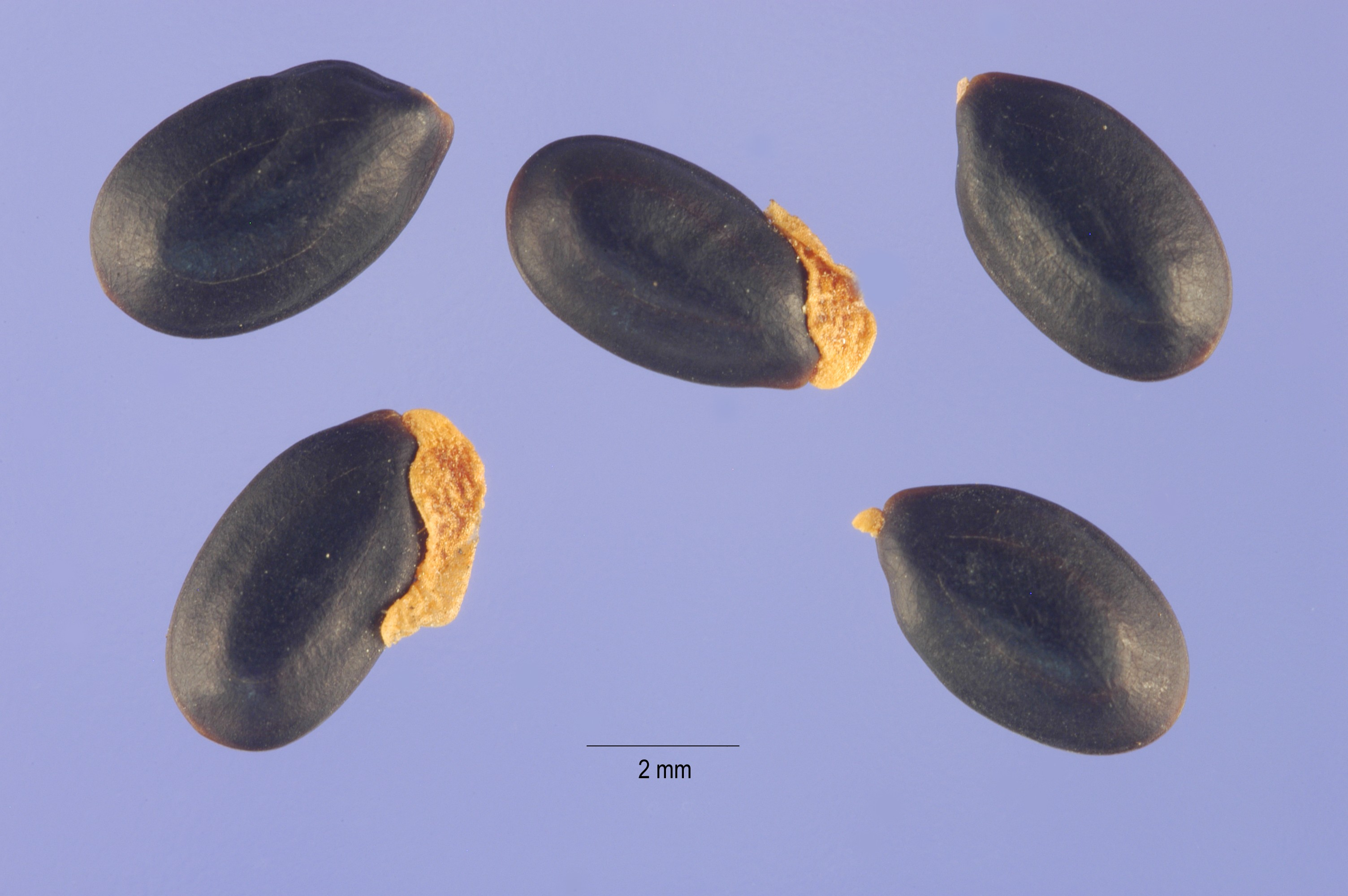
Graines.

## Répartition et habitat

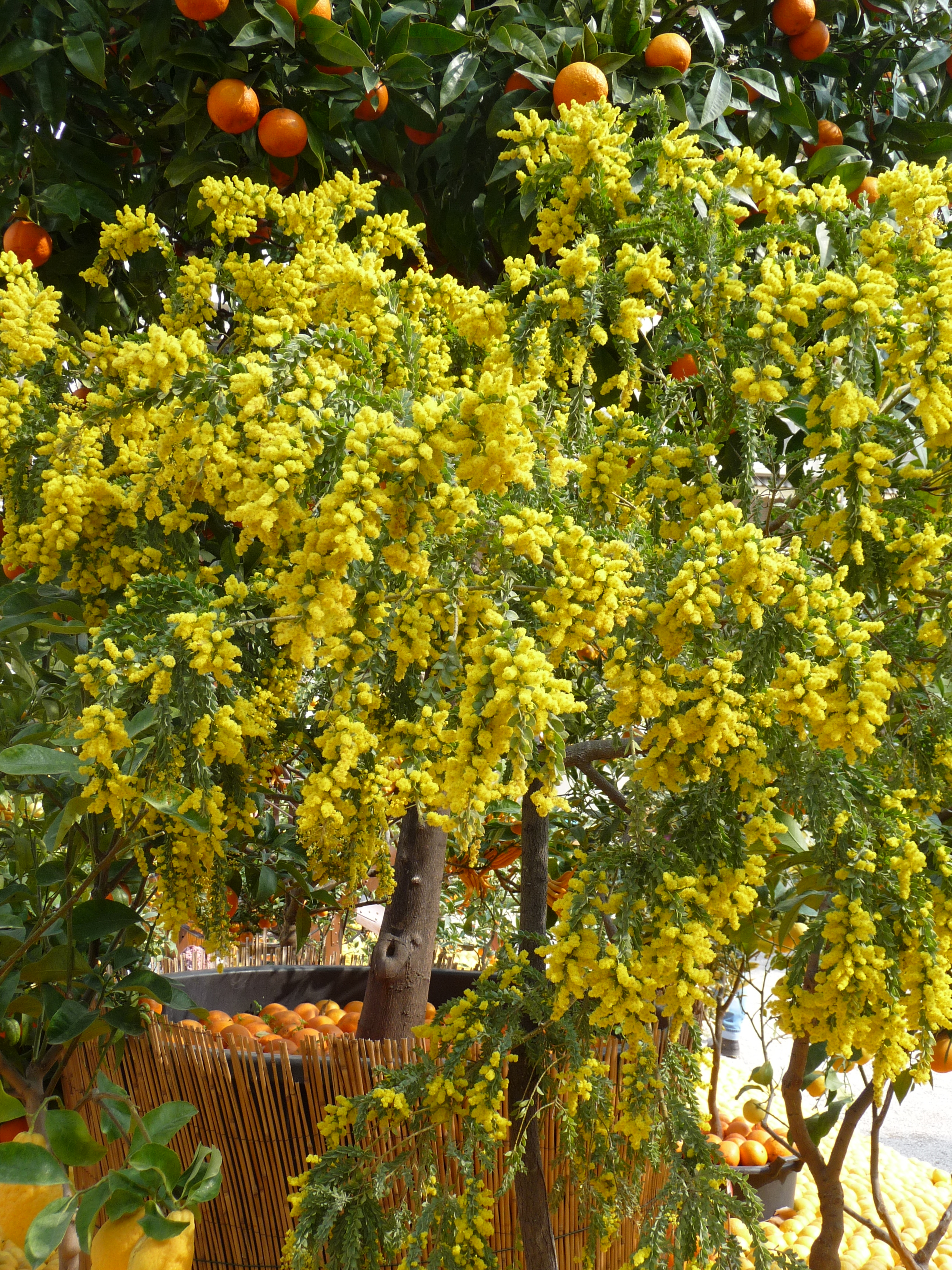
Mimosa d'hiver.

Introduite d'Australie, cette plante s'est par la suite échappée des cultures. En France, on peut la trouver à l'état sauvage sur les côtes méditerranéennes et atlantiques où elle s'est naturalisée. Elle affectionne les sols siliceux et peut supporter des températures assez basses, jusqu'à −7 à −10 °C. Elle demande cependant un bon ensoleillement.
Ainsi les principales régions du monde où l'on trouve du mimosa sont le sud de l'Australie, le bassin méditerranéen, la Californie, le Chili, le sud de la Chine et les plateaux indiens, Madagascar et l'Afrique australe.

## Systématique
La classification classique plaçait cette espèce dans la famille des Mimosacées, mais la classification phylogénétique l'a mise dans la famille des Fabacées, élargie depuis 2003.
Il existe une confusion dans les appellations vernaculaires et scientifiques de trois genres : les genres Acacia, Robinia et Mimosa. En effet, l'espèce appelée mimosa dans le langage courant a pour nom de genre Acacia, alors que ce que nous appelons acacia est en fait du genre Robinia. Quant aux espèces portant le nom de genre Mimosa, nous les appelons plutôt « sensitives ».
L'espèce Acacia dealbata a aussi été dénommée Acacia affinis, Acacia decurrens var. dealbata, Acacia decurrens var. mollis, Acacia derwentii, Acacia puberula ou encore Racosperma dealbatum.
Il existerait deux sous-espèces et une variété:
- Acacia dealbata subsp. dealbata Link
- Acacia dealbata subsp. subalpina Tindale & Kodela

- Acacia dealbata var. mackayana Seem.

« On compte plus de 1 000 espèces du genre Acacia mais les plus courantes sont des hybrides issues de Acacia dealbata comme notamment Acacia dealbata 'Mirandole' à croissance très rapide et le plus rustique, Acacia dealbata 'Gaulois', à croissance rapide et grosses inflorescences… »

## Histoire et problématiques

### Histoire
L'arbre est originaire d'Australie et de Tasmanie, il a été introduit en Europe à la suite du premier voyage du capitaine Cook à bord de l'Endeavour (août 1768 – juillet 1771). Les deux botanistes du bord, Joseph Banks et Daniel Solander rapportent alors d’Australie quelques rameaux fleuris en Angleterre.
C'est le navigateur français Nicolas Baudin qui fait parvenir en Europe les premiers pieds vivants. Arrivés entre 1800 et 1804 en France, ils sont acclimatés dans les jardins du château de Malmaison, alors demeure de Joséphine de Beauharnais. Ils sont plantés au XIXe siècle, sans doute durant le Second Empire, pour la production de fleurs coupées, sur la Côte d'Azur qui offre un climat favorable à son développement, grâce à son ensoleillement et à la rareté des gelées. L'espèce se plaît en effet dans les sols secs et siliceux.
Plusieurs œuvres de Matisse traitent du mimosa, du fait de son installation à Nice. En particulier : Nature morte aux mimosas sur fond noir, 1944, huile sur toile  et Mimosa, 1949-1951, seul tapis que Matisse ait dessiné (500 exemplaires).
Les variétés répandues comme fleurs coupées sont cultivées dans des plantations ou isolément et sont exportées vers le Japon, l'Amérique et l'Europe du Nord.

### Espèce exotique envahissante
Le mimosa des fleuristes peut aussi se reproduire de façon asexuée en produisant des rejets à partir de sa souche vivace. C'est par cette reproduction, autant que par les nombreuses graines produites, qu'il peut devenir envahissant, allant même par endroits jusqu'à menacer la flore locale.
Il est ainsi considéré comme invasif en Europe du Sud (France, Espagne, Portugal, Italie), où il peut former des peuplements denses qui empêchent la flore locale de se développer (impact négatif sur la biodiversité locale) et peuvent perturber l'écoulement des eaux. Il n'est pas allergène.
Dans la région de la Côte d'Azur (Maures, Estérel), l'espèce est désormais invasive et pose des problèmes de gestion. Le mimosa peut être avantageusement remplacé par la coronille (Coronilla valentina) ou par le baguenaudier (Colutea arborescens).
Les méthodes de lutte sont l'arrachage manuel des jeunes plants et l'enlèvement des graines tombées au sol. Les grands sujets peuvent être coupés, mais il est nécessaire de traiter la souche par des moyens mécaniques (couverture plastique) ou chimiques pour éviter les rejets. En Afrique du Sud, pour limiter la dispersion du mimosa, il a été introduit un insecte (Melanterius maculatus) qui se nourrit des graines de mimosa. L'impact de cette introduction n'a pas encore pu être évalué.
Le mimosa des fleuristes est invasif en Suisse, on le rencontre principalement au Tessin.

### Utilisations
- En horticulture, c'est un arbre très apprécié car il fleurit dès janvier, emplissant de couleur et de parfum la nudité hivernale des jardins.
- Son tronc fournit un excellent bois de chauffage. Imputrescible et de densité moyenne, il possède de bonnes propriétés de collage, d'où son utilisation dans les produits de bois composite (lambris, terrasse, poutres en panneaux de fibres, panneaux OSB, contreplaqué et lamibois, placage stratifié), la laine de bois ou le bois de spécialité (ameublement)[17].
- C'est surtout en parfumerie que le mimosa est réputé, et il a contribué à l'essor de Grasse au XIXe siècle. Sa fleur, très fragile, donne une essence utilisée comme modificateur des accords floraux basés sur la rose et le jasmin. Elle a d'abord été traitée par la technique de l'enfleurage à froid, permettant d'extraire la concrète, puis l'absolue. Le même résultat est aujourd'hui obtenu grâce à des solvants volatils (hexane ou éthanol). Afin de permettre à Grasse de traiter d'importantes quantités de fleurs, le mimosa a été planté tout autour de la ville, formant d'imposantes forêts, mais aussi dans de nombreuses communes du Var et des Alpes-Maritimes. Il a même donné son nom à la commune de Bormes-les-Mimosas, dans le Var[18].
- Dans le langage des fleurs, ce mimosa symbolise les amours secrètes, un amour non assuré ou au contraire la sécurité affective (ce dernier symbole expliquant qu'un bouquet soit parfois offert lors de la fête des grands-mères[19]). Il peut aussi symboliser la sécurité[20].
- Cette fleur est utilisée en Italie, Russie et Ukraine pour la journée internationale des droits des femmes, le 8 mars[21].

### Production
Le nombre d'exploitations en France est en forte baisse, passant de 169 à 77 dans le seul département des Alpes-Maritimes de 1987 à 2002, pour ne plus représenter que 16 exploitations dans la France entière en 2010. La production totale française est estimée à 90 tonnes en 2018. En 2008, le premier producteur mondial était les États-Unis avec 715 000 tonnes par an.

### Photos
- Galerie de photos d'Acacia dealbata sur le site Calphotos